# Gaidakot (Nawalparasi)
Gaidakot – gaun wikas samiti w zachodniej części Nepalu w strefie Lumbini w dystrykcie Nawalparasi. Według nepalskiego spisu powszechnego z 2001 roku liczył on 4423 gospodarstw domowych i 21775 mieszkańców (10769 kobiet i 11006 mężczyzn).